# دانکن مک‌ناتن
دانکن مک‌ناتن (انگلیسی: Duncan McNaughton؛ ۷ دسامبر ۱۹۱۰ – ۱۵ ژانویهٔ ۱۹۹۸) ورزشکار پرش ارتفاع اهل کانادا بود.
وی در مسابقات کشوری و بین‌المللی در مجموع برندهٔ ۱ مدال طلا شده‌است.